# Chamyris cerintha
Chamyris cerintha är en fjärilsart som beskrevs av Treitschke 1825. Chamyris cerintha ingår i släktet Chamyris och familjen nattflyn. Inga underarter finns listade i Catalogue of Life.